# Schuttbourg-Château
Schuttbourg-Château (lb. Schibbreger Schlass, niem. Schüttburger-Schloss) – mała miejscowość (lieu-dit) w północnym Luksemburgu, w kantonie Wiltz, w gminie Kiischpelt. Do 3 października 2015 miejscowość leżała w dystrykcie Diekirch, a do 31 grudnia 2005 należała do gminy Kautenbach.